# Theo Aronson
Theo Aronson (ur. 1929, zm. 2003) – południowoafrykański pisarz.
Studiował sztukę na Uniwersytecie Kapsztadzkim. Napisał dwadzieścia trzy książki dotyczące europejskich monarchów, przede wszystkim brytyjskich Windsorów.

## Książki przetłumaczone na język polski
- Zwaśnieni monarchowie, 1998 (wyd. II-gie, uzupełnione 2014)[1]
- Cesarze niemieccy 1871-1918[1], 1998